# مونوری‌اردو
مونوری‌اِردو (به مجاری:  Monorierdő) یک منطقهٔ مسکونی در مجارستان است که در منر واقع شده‌است.